# 魏應行
魏應行（1959年1月—），彰化縣福佬客家人，是台灣出身的企業家，頂新國際集團魏家四兄弟之老四，前味全董事長，身兼頂新控股、上海福滿家、廣州福滿家董事長、上海頂鶴、德克士、布列德麵包等董事長。

## 生平
在魏家兄弟中，魏應行善於交際，有人以“孔雀”來形容他。與三哥魏應充都為彰化高中畢業，皆獲得該校的傑出校友。年輕時在父親的油厂忙活，晚上則去摆摊卖从菲律宾倒腾回来的扇子。後來，魏家兄弟决定派魏应行开拓中國大陆市场。那年僅28歲的他，就带着500万美元和數桶自家出产的“顶好清香油”單獨到北京，但三年來生意依舊不见起色，很快就花光多數的钱。决定再试一次的他坐上往内蒙古通辽的火车。那時，他端着一碗热气腾腾的泡麵穿过乘客，吸引了群眾目光。隔日一早，当他拉出卧铺下的箱子想要拿泡麵，却意外地发现少了幾包。他立刻意识到这是一个新的商机，因此開始了魏家的富貴之路。他曾表示食品是老实人做的买卖。
1996年，顶新集团在北京亮马河大厦举行捐资助学“育苗行动”新闻发布会。副董事长魏应行宣布将以长期的回馈行动捐资助学，初期投入1000万元人民币捐赠北京市、青海省、福建省的13所中小学，用作教室、学生宿舍楼的建设和教学设备的更新。他表示企业要盈利也要服务社会、回馈社会。
2001年1月，獲得國家生技醫療品質獎的魏應行，與其他得獎人在總統府獲得陳水扁接見。隨著味全股價攔腰再折半，魏應行轉為低調，2002年卸下味全董事長一職，轉戰大陸發展加盟連鎖次集團。
2011年5月，魏應行與多位政商大老出席連戰、連勝文、連勝武一家在台北國賓飯店宴請四川省長蔣巨峰的晚宴。同年7月，魏應行長子魏士傑與羅心宜22日完婚，由連戰擔任證婚人，吳敦義、王金平、江丙坤等政要皆參與。2012年8月，魏應行的女兒魏佳怡與從事五金和紡織品進出口貿易的周志皇企業聯姻，兩家還是帝寶鄰居，由副總統蕭萬長當證婚人。
2013年魏應行至總統府對總統馬英九簡報兩岸農業，2天後陪同聽取簡報的羅智強受魏應交之邀至魏家彰化祖厝成美堂向魏家四兄弟拜年，該年羅智強與魏家有4次互動。

## 爭議事件
1999年，魏應行說解散味全龍的主因是職棒環境並不健康，包括假球事件頻傳，以及總教練徐生明遇刺案，也有許多年輕選手受到壓力，加上亞洲金融風暴環境，因此當時決定暫時解散味全龍。
龍迷透過網路及媒體發起連署、遊行，並於同年12月12日發起「棒球迷大遊行」，在中正紀念堂大中至正門前集合表演行動劇、呼口號，並在下午二時出發前往立法院及監察院向立法院長王金平及行政院長蕭萬長遞交「呼籲政府出面挽救職棒公開信」，當時部分的味全龍球員甚至自願減薪四成以保住球隊，龍隊總教練徐生明受訪時難過說：「來了魏家才知黃家的好。」